# Gravatjärnen (Kalls socken, Jämtland, 708387-136041)
Gravatjärnen är en sjö i Åre kommun i Jämtland och ingår i Indalsälvens huvudavrinningsområde. Sjön har en area på 0,108 kvadratkilometer och ligger 419,5 meter över havet.

## Delavrinningsområde
Gravatjärnen ingår i det delavrinningsområde (709017-136016) som SMHI kallar för Utloppet av Torrön. Medelhöjden är 472 meter över havet och ytan är 228,15 kvadratkilometer. Räknas de 77 avrinningsområdena uppströms in blir den ackumulerade arean 1 361,08 kvadratkilometer. Avrinningsområdets utflöde Indalsälven mynnar i havet. Avrinningsområdet består mestadels av skog (41 procent). Avrinningsområdet har 103,29 kvadratkilometer vattenytor vilket ger det en sjöprocent på 45,2 procent.